# 黄雪鹰
黄雪鹰（1968年3月—），女，蒙古族，中华人民共和国政治人物。现任中国人民解放军陆军某基地某场区高级工程师。第十二、十三、十四届全国政协委员。